# Arvid Rundberg
Ernst Arvid Axel Bertil Rundberg, född 30 augusti 1932 i Väddö församling, Stockholms län, död 4 januari 2010 i Maria Magdalena församling, Stockholm
, var en svensk författare, journalist och socialist.

## Biografi
Rundberg är mest känd för sin bokserie En arbetares memoarer, vilka han skrev baserade på egna intervjuer med arbetare i olika länder. Arvid Rundberg kom från ett borgerligt hem, som han lämnade tidigt då han gick till sjöss vid 15 års ålder. Han blev senare journalist och författare. Han skrev också filmmanus och medverkade med roller i ett par filmer. Han arbetade drygt 20 år som lektör åt Bibliotekstjänst, han skrev också krönikor i bland annat Metallarbetaren.
Rundberg var aktiv i Förbundet Sverige-Sovjetunionen och styrelseledamot i den sovjetvänliga Svenska Fredskommittén. Efter Sovjetunionens invasion av Afghanistan hävdade han att "ett entydigt fördömande av Sovjetunionens 'invasion' (är) att backa upp den av USA dirigerade kontrarevolutionen, att bortse från faktiska ekonomiska och sociala förhållanden i Afghanistan, att vända det afghanska folkets befrielsekamp ryggen." Efter ett besök i Afghanistan påstod han att gerillan bara består av "c:a 2000 ligor av terrorister" som mördar skolbarn, läkare och mullor. "Det är bara när det är fråga om någon större gränsövergång som Sovjet hjälper till."
1975 misshandlades han av Cornelis Vreeswijk efter att ha anklagat denne för att ha svikit socialismen. Rundberg uppgav 1989 att han kidnappats på Malta av högerextremister och förts till havs.

## Filmer

### Manus
- Flygplan saknas (1965)
- Operation Argus (1966)
- Personakt (1974)
- Peter och hans farsa (1975)

### Rådgivare
- En dröm om frihet (1969)

### Scenario
- Flygplan saknas (1965)

### Roll
- Ola & Julia (1967), fadern
- De hemligas ö (TV-serie 1972), kaptenen
- Peter och hans farsa (1975), Peters farsa, alkoholist